# 십대건설
10대 건설(중국어 정체자: 十大建設, 병음: Shí Dà jiànshè)은 1970년대 타이완의 국가 기반 시설 프로젝트였다. 중화민국 정부는 고속도로, 항구, 공항 및 발전소와 같은 주요 공공시설이 부족하다고 판단했다. 또한 타이완은 1973년 석유 파동으로 인해 상당한 영향을 받고 있었다. 따라서 산업과 국가의 발전을 위해 정부는 10가지 대규모 건설 프로젝트를 추진하기로 계획했다. 이 프로젝트들은 행정원장인 장징궈가 제안했으며, 1974년에 시작하여 1979년까지 완공될 예정이었다. 총 6개의 교통 프로젝트, 3개의 산업 프로젝트, 1개의 발전소 건설 프로젝트가 있었으며, 총 NT$3000억 이상이 소요되었다.

## Projects
1. 남북 고속도로 (국도 1호선)
2. 전철화 서부간선 철도 (뤄위창 주도)
3. 북회선 철도
4. 장제스 국제공항 (이후 타이완 타오위안 국제공항으로 개칭)
5. 타이중항
6. 쑤아오항
7. 대형 조선소 (중국조선공사 가오슝 조선소)
8. 일관제철소 (중국강철공사)
9. 정유공장 및 산업단지 (CPC 코퍼레이션 가오슝 정유소)
10. 원자력 발전소 (진산 원자력 발전소)

## Benefits
타이완의 10대 건설 프로젝트는 석유 파동으로 인한 경기 침체 기간 동안 즉각적인 구제책을 제공했다. 장기적으로 볼 때, 이 프로젝트들은 현대 교통 인프라의 토대를 마련하여 견고한 전력 공급을 보장하고 타이완의 투자 환경을 강화했다. 철강, 조선, 석유화학과 같은 산업은 원자재 자급률을 높여 수입 의존도를 줄이고 산업 변혁을 촉진했다. 이러한 추진력은 또한 하류 산업의 성장을 자극하여 타이완 경제의 전략적 발전을 촉진하고 포괄적인 산업 현대화를 가능하게 했다. 예를 들어, 국도 1호선을 이용하여 지룽에서 타이베이까지 이동하는 시간이 39분에서 18분으로 단축되어 시간과 비용을 절약했을 뿐만 아니라, 섬의 도로 교통 능력을 두 배로 늘리고 교차로 근처의 산업 허브에서 경제 성장을 촉진했다. 타이완 국민당 정부가 건설한 타이완 최초의 철도인 북회선은 타이완 교통망의 동부와 서부 구간을 연결하여, 한때 손실이 예상되었던 노선을 완공 후 승객과 화물 모두에게 수익성 있는 통로로 전환시켰다.
국민 소득이 낮은 시기에 타이완에서 10대 건설 프로젝트를 시행하는 것은 상당한 위험과 심사숙고를 수반했다. 초기 석유 파동과 유엔 탈퇴와 같은 외부 문제에 직면했음에도 불구하고 정부는 대규모 투자를 강행하기로 결정했다. 산업 건설 능력과 대규모 자금의 시장 주도 잠재력은 불확실했지만, 이 프로젝트들은 상당한 비판과 조사에 직면했으며, 국도 1호선 건설 중에는 당시 자동차 소유가 제한적이었기 때문에 주로 부유층에게 혜택을 주었다는 주장도 제기되었다.

## Economic growth
10대 건설 프로젝트는 당시 타이완의 경제 환경에 지대한 영향을 미쳤다. 예산회계처(현 예산회계총처) 자료에 따르면, 1971년 국도 1호선 건설이 시작된 후, 1974년 타이완의 경제 성장률은 1.16%, 산업 성장률은 -4.5%, 인플레이션은 47.5%를 기록했다. 1976년에는 경제 성장률이 13.86%로 치솟았고, 산업 성장률은 24.4%, 인플레이션은 2.48%를 기록했다.

## 같이 보기
- 신십대건설
- 중화민국의 역사